# Accarezzami amore (versione in giapponese)/Accarezzami amore
Accarezzami amore (versione in giapponese)/Accarezzami amore è un singolo della cantante italiana Iva Zanicchi, pubblicato per il mercato giapponese nel 1965.

## Tracce
Lato A
- Accarezzami amore (versione in giapponese) - (V. Pallavicini - C Bargoni - Adattamento giapponese: Pokike Iwatani)

Lato B
- Accarezzami amore - (V. Pallavicini - C Bargoni)